# Dhatrigram
Dhatrigram é uma vila no distrito de Barddhaman, no estado indiano de Bengala Ocidental.

## Demografia
Segundo o censo de 2001, Dhatrigram tinha uma população de 9609 habitantes. Os indivíduos do sexo masculino constituem 52% da população e os do sexo feminino 48%. Dhatrigram tem uma taxa de literacia de 68%, superior à média nacional de 59,5%: a literacia no sexo masculino é de 76% e no sexo feminino é de 60%. Em Dhatrigram, 11% da população está abaixo dos 6 anos de idade.